# Хідетоші Іші
Хідетосі Іші (нар. 1976) — стратег, міжнародний правозахисник із міста Фукуока, Японія. Він є експертом з питань етнічних меншин Азії, і він має широку мережу в світі. Підтримує та пропагує незалежність Тибету, Уйгурів, Південної Монголії, Тайваню, Гонконгу та інших етнічних меншин/громадян, які страждають від утисків.

## Біографія
Політичною діяльністю почав займатися під час навчання в університеті Кюсю, який згодом закінчив.
Після роботи в економічній організації Ішії був офіційно затверджений кандидатом від Партія для Японського Кокоро на виборах у Палата радників Японії, які відбулися в 2016 році.
У 2017 році балотувався на виборах до Палата представників Японії, як офіційний кандидат від Партія Надії (Японія).
У 2011 році Ішії заснував НПО «Юме Дай Азія (Мрія — Велика Азія)». Відтоді він є президентом НКО.
Починаючи з 2014 року, його громадська організація також привернула загальну увагу публікацією журналу (том 1-3) «Yume Dai Asia (Мрія — Велика Азія)», який спеціалізується на азіатських питаннях
у 2018 роц він став віце-президентом FIPA (Вільний індо-тихоокеанський альянс — міжнародна організація проти китайського експансіонізму та пригнічення прав людини, яка складається з Тибету, Уйгурії, Південної Монголії, Тайваню, Індії, В'єтнам і Японія. Він співпрацює з лідером уйгурів Ребією Кадір, який став президентом FIPA. FIPA привертає увагу на міжнародному рівні.
У червні 2019 року Ішіі спланував і організував акцію протесту під назвою J20, спрямовану проти Сі Цзіньпіна — це відбулося під час участі Сі в G20 в Осаці. Прес-конференція J20, зібрання та масштабний марш протеступривернули увагу ЗМІ як у країні, так і за її межами.
Дії J20 в Осаці стали прямою причиною потрапляння Ішії в чорний список «Hong Kong Leaks», який складається з 3000 осіб, який, за даними AFP, був зроблений за участю уряду Китаю. Ішії — єдиний японець у списку. Прокитайські газети в Гонконгу критикували його як «активіста, який маневрує за незалежність Тибету, Уйгурії, Південної Монголії, Гонконгу та Тайваню», на що китайська влада найбільше насторожена.
Зараз пише для відомих політичних журналів та інтернет-ЗМІ. Він також відвідує різні місця, виголошуючи публічні промови про свої спеціальності.
Із 2022 є активним учасником Форуму Вільних Народів Постросії.

## Цитати
Його найвідоміші девізи: 
«Свобода і незалежність для Азії»

«Японія повинна бути фортецею свободи в Азії»

## Список статей

### 2023
- Візит делегації SMHRIC до Японії (Південномонгольський інформаційний центр прав людини, 27 червня 2023 р.) https://www.smhric.org/news_723.htm
- Зловмисний вплив Китаю в Монголії загрожує всім ліберальним демократіям (JAPAN Forward, 4 квітня 2023 р.) https://japan-forward.com/chinas-malign-influence-in-mongolia-threatens-all-liberal-democracies/
- Питання Тибету має бути винесене на міжнародний рівень: Йоко Ішіі про вільний Тибет Фукуока та японську підтримку Тибету (Tibet Rights Collective, 28 березня 2023 р.) https://www.tibetrightscollective.in/op-eds-commentaries/yoko
- Монгольський письменник і активіст Мунхбаяр Чулуундорж номінований на Нобелівську премію миру 2023 року (Південномонгольський інформаційний центр прав людини, 7 лютого 2023 р.)
- Понад 100 глобальних правозахисних груп закликають до негайного звільнення монгольського письменника та активіста Мунхбаяра Чулуундоржа (Південномонгольський інформаційний центр прав людини, 11 січня 2023 р.)
- Понад 100 глобальних правозахисних груп закликають до негайного звільнення монгольського письменника та активіста Мунхбаяра Чулундоржа (Міжнародна тибетська мережа, 11 січня 2023 р.)

### 2022
- Таємна підтримка Тибету: Давайте визнаємо уряд у вигнанні (JAPAN Forward, 29 грудня 2022 р.) https://japan-forward.com/secret-support-for-tibet-next-lets-acknowledge-the-exiled-government/
- Представник д-р Арья відвідує прес-зустріч у конференц-залі парламенту Японії (Центральна адміністрація Тибету, 16 червня 2022 р.) https://tibet.net/representative-dr-arya-attends-press-meeting-at-japan-parliament-conference-room/

### 2021
- Представник д-р Ар'я інформує кандидата в президенти від правлячої партії Японії пані Санае Такаїчі (Центральна адміністрація Тибету, 27 вересня 2021 р.) https://tibet.net/representative-dr-arya-briefs-japan-ruling-partys-presidential-candidate-ms-sanae-takaichi/
- Ексклюзив — Лідер бойкоту Олімпійських ігор у Пекіні: мовчання спортсменів щодо Китаю розбудило демонстрацію «подвійних стандартів» (BREITBART, 4 вересня 2021 р.) https://www.breitbart.com/asia/2021/09/04/exclusive-beijing-olympics-boycott-leader-woke-athletes-silence-on-china-shows-double-standards/
- Інтерв'ю з паном Хідетоші Ішіі та пані Йоко Ішіі про «Вільний Тибет, Фукуока, Японія» (Tibet TV, 2 травня 2021 р.) https://www.youtube.com/watch?v=HSpoAfcppSk
- Лист від Груп підтримки Тибету (Центральна адміністрація Тибету, 2 квітня 2021 р.) https://tibet.net/wp-content/uploads/2021/02/Letter-from-Tibet-Support-Groups-1.pdf
- Ексклюзив — організатор бойкоту Олімпійських ігор у Пекіні: «Якщо Америка покаже слабкість, свобода буде втрачена» (BREITBART, 16 лютого 2021 р.) https://www.breitbart.com/asia/2021/02/16/exclusive-beijing-olympics-boycott-organizer-if-america-shows-weakness-freedom-will-be-lost/
- Олімпійські ігри в Пекіні 2022: активісти закликають бойкотувати захід через рекорд Китаю щодо порушень прав людини (Індія Блумс, 8 лютого 2021 р.) https://www.indiablooms.com/world-details/SA/27925/beijing-2022-olympics-activists-call-to-boycott-event-over-china-s-record-on-human-rights-abuse.html
- Шануйте олімпійські цінності, бойкотуйте Олімпійські ігри в Пекіні 2022 року, кажуть 180 правозахисних груп (JAPAN Forward, 5 лютого 2021 р.) https://japan-forward.com/honor-olympic-values-boycott-beijing-2022-olympics-say-180-human-rights-groups/
- Правозахисники в Японії закликають бойкотувати зимову Олімпіаду в Пекіні 2022 року (ARAB NEWS Японія, 5 лютого 2021 р.) https://www.arabnews.jp/en/japan/article_38052/
- Антикитайські активісти в Японії закликають бойкотувати Ігри в Пекіні 2022 (REUTERS, 4 лютого 2021 р.) https://jp.reuters.com/article/uk-olympics-2022-japan-idUKKBN2A40WH/
- Протест проти утисків прав людини в Китаї: Обара, Уда, Лі, Джіргал та Ішіі (Клуб іноземних кореспондентів Японії, 4 лютого 2021 р.) https://www.youtube.com/watch?v=Opt_EOU9b1U
- Прес-конференція: протест проти утисків прав людини в Китаї (Клуб іноземних кореспондентів Японії, 4 лютого 2021 р.) https://www.fccj.or.jp/event/press-conference-protesting-against-chinas-human-rights-oppression

### 2020
- Уйгури та тибетці в Японії засуджують утиски Пекіном прав людини на їхніх батьківщинах на засіданні парламенту (JAPAN Forward, 7 жовтня 2020 р.) https://japan-forward.com/uyghurs-tibetans-in-japan-decry-beijings-oppression-of-human-rights-in-their-homelands-at-diet-meeting/
- Чому я висуваю борця за свободу Гонконгу на Нобелівську премію (The American Conservative, 27 березня 2020 р.) https://www.theamericanconservative.com/why-im-nominating-a-hong-kong-freedom-fighter-for-the-nobel/
- ЕКСКЛЮЗИВ — Номінант на Нобелівську премію миру: єдиний шлях для Гонконгу — це незалежність (BREITBART, 18 лютого 2020 р.) https://www.breitbart.com/asia/2020/02/18/exclusive-nobel-peace-prize-nominee-the-only-way-for-hong-kong-is-independence/

### 2019
- Ми вимагаємо негайного звільнення «Енді» Чана Хо-тіна, запрошеного спікера на J-CPAC2019 (Спілка консерваторів Японії, 30 серпня 2019 р.) https://conservative.or.jp/news-eng/freeandy/
- Протести в Гонконзі — це не заворушення — це справжній голос непочутого в Гонконзі (JAPAN Forward, 13 липня 2019 р.) https://japan-forward.com/hong-kong-protests-are-not-riots-they-are-the-true-voice-of-the-unheard-in-hong-kong/
- Активісти висвітлюють порушення Китаєм прав людини на G20 в Осаці (JAPAN Forward, 29 червня 2019 р.) https://japan-forward.com/activists-put-spotlight-on-chinas-infringement-of-human-rights-at-osaka-g20/
- Вільний індо-тихоокеанський альянс дає право голосу пригнобленим меншинам Китаю (JAPAN Forward, 31 січня 2019 р.) https://japan-forward.com/free-indo-pacific-alliance-gives-voice-to-chinas-oppressed-minorities/

### 2018
- Японія вшановує лауреата Нобелівської премії Лю Сяобо через рік після смерті в китайській в'язниці (JAPAN Forward, 10 серпня 2018 р.) https://japan-forward.com/japan-honors-nobel-laureate-liu-xiaobo-a-year-after-death-in-chinese-prison/

### 2017
- Йоко Мада дає інтерв'ю Хідетоші Іші: «Японія повинна бути фортецею свободи в Азії» (JAPAN Forward, 23 серпня 2017 р.) https://japan-forward.com/yoko-mada-interviews-hidetoshi-ishii-japan-should-be-the-fortress-of-freedom-in-asia/